# Walter Rangeley
Walter Rangeley   (Salford, 14 de desembre de 1903 - Yr Wyddgrug, 16 de març de 1982) va ser un atleta anglès, especialista en curses de velocitat, que va competir durant les dècades de 1920 i 1930, en què disputà tres edicions dels Jocs Olímpics.
El 1924, a París, va guanyar la medalla de plata en els 4x100 metres relleus del programa d'atletisme. Va compartir equip amb Harold Abrahams, William Nichol i Lancelot Royle. En aquests mateixos Jocs quedà eliminat en els quarts de final dels 100 metres. Quatre anys més tard, als Jocs d'Amsterdam, disputa tres proves del programa d'atletisme. Va guanyar la medalla de plata en els 200 metres i la de bronze en la dels 4x100 metres relleus, aquesta vegada fent equip amb Cyril Gill, Teddy Smouha i Jack London. En els 100 metres quedà eliminat en els quarts de final. La seva tercera, i darrera participació en uns Jocs fou el 1936, a Berlín. Hi disputà els 4x100 metres relleus, quedant eliminat en sèries.
Als Jocs de la Commonwealth de 1934 guanyà la medalla d'or en els 4x110 iardes relleus i la plata en les 220 iardes.

## Millors marques
- 100 metres llisos. 10.6" (1935)
- 200 metres llisos. 21.7" (1925)
- 4x100 metres llisos. 41.2" (1924) Rècord d'Europa[1][2]